# Semiothisa eremiata
Semiothisa eremiata är en fjärilsart som beskrevs av Achille Guenée 1858. Semiothisa eremiata ingår i släktet Semiothisa och familjen mätare. Inga underarter finns listade i Catalogue of Life.